# Reactiemechanisme
Het reactiemechanisme van een chemische reactie is het hoe-en-waarom van het verlopen van een bepaalde reactie onder bepaalde condities. Het beschrijft precies hoe moleculen elkaar benaderen, en welke chemische bindingen in welke volgorde worden gebroken en gemaakt. Wanneer voor een reactie de reactanten en producten bekend zijn, kan deze reactie worden gebruikt om de producten te maken.
Zonder een begrip van wat er precies plaatsvindt tijdens de reactie kan men echter niet voorspellen welke andere reactanten soortgelijke reacties zullen ondergaan. Ook kan men zonder begrip niet voorspellen onder welke condities een bepaalde reactie het best zal verlopen, bijvoorbeeld bij welke temperatuur de beste zuiverheid wordt verkregen.
Veel reacties worden genoemd naar de wetenschapper die het mechanisme voor het eerst in de literatuur heeft beschreven. Deze reacties worden ook wel naamreacties genoemd.
Het onderzoek naar het mechanisme waarmee een bepaalde reactie verloopt is geen eenvoudige zaak, vooral omdat men chemische interacties bestudeert die maar heel kort blijven bestaan. Er kan vaak slechts indirect bewijs worden gevonden voor de intermediaire vormen. De studie naar de reactiemechanismen heeft ook duidelijk gemaakt dat het aantal soorten reacties zeer beperkt is.
- SN1-reactie. Nucleofiele substitutiereactie, de reactiesnelheid is van slechts één component afhankelijk.
- SN2-reactie. Nucleofiele substitutiereactie, de reactiesnelheid is van twee componenten afhankelijk.
- Elektrofiele aromatische substitutie. Een elektrofiel reageert met de aromatische ring, waarbij de aromaticiteit behouden blijft.
- E1-reactie. Eliminatiereactie, de reactiesnelheid is van slechts één component afhankelijk.
- E2-reactie. Eliminatiereactie, de reactiesnelheid is van twee componenten afhankelijk.
- Additiereactie, over een dubbele binding wordt een klein molecule aan het koolstofskelet gekoppeld. Tijdens de reactie treden geladen deeltjes op.
- Radicaalreactie. Radicaalreactie, de reactie verloopt zonder het optreden van geladen deeltjes.